# Trama caudata
Trama caudata är en insektsart som beskrevs av Del Guercio 1909. Trama caudata ingår i släktet Trama och familjen långrörsbladlöss. Inga underarter finns listade i Catalogue of Life.